# 1,1-bis(4-aminofenil)etano
1,1-bis(4-aminofenil)etano, 1,1-bis-(4-amino-fenil)-etano, 4.4'-etiliden-di-anilina, 1,1-bis(4-aminofenil) etano, 4,4'-diaminodifeniletano ou 1,1-bis-p-aminofenil-etano, é um composto químico orgânico de fórmula C14H16N2, de massa molecular 212,29 , classificado com o número CAS 14755-35-2.